# Integreret udviklingsmiljø
 For alternative betydninger, se IDE.
Integreret udviklingsmiljø eller integreret softwareudviklingsmiljø forkortes til IDE efter engelsk Integrated Development Environment. En IDE er et stykke software, som gør softwareudvikling mere belejligt. Alternativt kan man nøjes med blot en teksteditor og fx en kommandolinjegrænseflade (CLI).
En IDE består normalt af:
- En teksteditor til redigering af kildekode
- Værktøjer til at bygge projektet, herunder aktivere oversætteren.
- En debugger til at analysere sig frem til fejl.
- En hurtig tilgang til filer og til de dele af et program, man aktuelt har behov for at studere/ændre. Det kan være i form af en oversigt over funktioner, variable og klasser og en mulighed for at springe fra en reference til en af disse til definitionen.

Nogle IDE'er indeholder desuden:
- En interaktiv fortolker til at afprøve kodestykker i.
- En GUI-designer til at tegne grafiske grænseflader som skal indgå i projektet.
- Et versionsstyringssystem til at holde styr på bl.a. kildetekstfilerne.
- En grafisk oversigt over det objekt-orienterede hierarki af klasser.
- En profiler som kan måle ressourceforbrug i form af processor, hukommelse eller I/O-aktivitet.

| Software | Spire Denne artikel om software og programmering er en spire som bør udbygges. Du er velkommen til at hjælpe Wikipedia ved at udvide den. |